# Bialy
O Bialy, originário da cidade de Białystok, na Polônia, é um pão (em formato de rosca) tradicional da culinária judaica Asquenaze polonesa.

## Visão geral
O bialy é um pão com levedura crocante semelhante ao bagel, com diâmetro de até 15 centímetros. Ao contrário do bagel, que é cozido antes de ser assado, o bialy é simplesmente assado e, ao invés de um furo no meio, tem uma depressão. Também costuma ser coberto com pedacinhos de cebola. Antes de assar, a depressão às vezes é preenchida com cebola em cubos e outros ingredientes, às vezes inclui também alho, sementes de papoula ou farinha de rosca.

## Variações
O bialy foi trazido para os Estados Unidos por imigrantes judeus poloneses no final do século XIX e se tornou um item básico das padarias judaicas no nordeste dos Estados Unidos. Os bialys se tornaram um pão popular para o café da manhã na cidade de Nova Iorque e em seus subúrbios, especialmente entre os judeus americanos. Os bialys são geralmente feitos por padarias especializadas em bagels, mas o bialy não conseguiu atingir a popularidade em geral. Preparar os bialys da maneira tradicional consome muito tempo, por isso muitas padarias agora usam batedeiras, como é comum na fabricação de bagels. Os bialys são considerados alimentos icônicos da cidade de Nova Iorque e podem ser difíceis de encontrar fora dessa área, mas os bialys congelados são vendidos por várias marcas, como Ray's New York, em supermercados nos EUA.

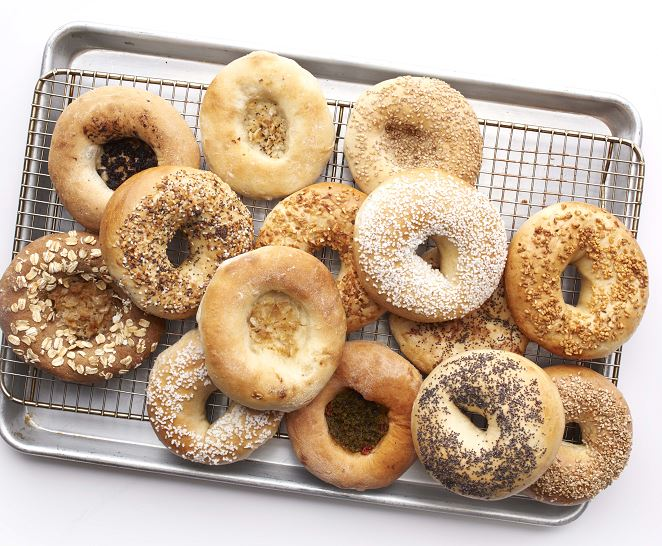
Bialys (sem furos) e bagels (com furos)

## Na cultura popular
Em 2000, a ex-redatora de gastronomia do New York Times, Mimi Sheraton, escreveu um livro dedicado ao bialy e seu papel como símbolo da herança judaica de Białystok, intitulado The Bialy Eaters: The Story of a Bread and a Lost World.